# Андрешешть
Андрешешть, Андрешешті (рум. Andrășești) — село у повіті Яломіца в Румунії. Входить до складу комуни Андрешешть.
Село розташоване на відстані 84 км на схід від Бухареста, 17 км на захід від Слобозії, 126 км на захід від Констанци, 117 км на південний захід від Галаца.

## Населення
За даними перепису населення 2002 року у селі проживали 1877 осіб.
Національний склад населення села:
| Національність | Кількість осіб | Відсоток |
| -------------- | -------------- | -------- |
| румуни         | 1825           | 97,2%    |
| цигани         | 51             | 2,7%     |

Рідною мовою назвали:
| Мова      | Кількість осіб | Відсоток |
| --------- | -------------- | -------- |
| румунська | 1825           | 97,2%    |
| циганська | 51             | 2,7%     |